# Krama
Le krama (en khmer : ក្រមា /krɑmaa/) est une pièce de coton à damiers traditionnellement portée au Cambodge. Le motif, tissé de façon artisanale, est très simple, formé par le croisement de bandes blanches et d'une autre couleur, typiquement rouge, bleu ou violet. Les fils de chaîne sont souvent terminés par des nœuds et de fines bandes d'une autre couleur relèvent parfois le motif.
Le krama est porté indifféremment par les hommes, les femmes et les enfants. Très prisé des paysans, il est aussi populaire dans les villes. Dans la vie quotidienne, il possède une multitude de fonctions : écharpe, hamac, couvre-chef, porte-bébé, ceinture, etc.
Il existe également des kramas en soie, portés par les femmes à l'occasion des fêtes. Pour les cérémonies les plus importantes, la couleur dorée est préférée.
Les kramas en coton sont la spécialité traditionnelle de Kien Svay, au bord du Bassac, dans la province de Kandal. Récemment, le village de Sithor Kandal, au nord de la province de Prey Veng, s'est spécialisé dans la production de kramas tout en soie.
Historiquement, les kramas pouvaient mesurer plusieurs mètres de longueur. Aujourd'hui, leur dimension moyenne est d'environ 70 X 140 cm mais elle varie selon différents facteurs. Les kramas en soie sont ainsi plus petits en général que les kramas en coton. Les tailles varient également selon les régions d'origine : par exemple, le village de Baseth, dans la province de Kampong Speu, possède une tradition unique au Cambodge à travers un krâma de grande taille (environ 80 x 190cm). Ce krama Baseth est également unique par sa couleur rouge obtenue à partir d'une plante locale. Il constitue un bon exemple de la dimension identitaire du krama, dont les couleurs permettaient autrefois d'identifier la région d'origine de son porteur.
Les pratiques et expressions culturelles liées au krama, un textile traditionnel tissé au Cambodge sont inscrites sur la liste représentative du patrimoine culturel immatériel de l'humanité par l'UNESCO en 2024.

## Galerie

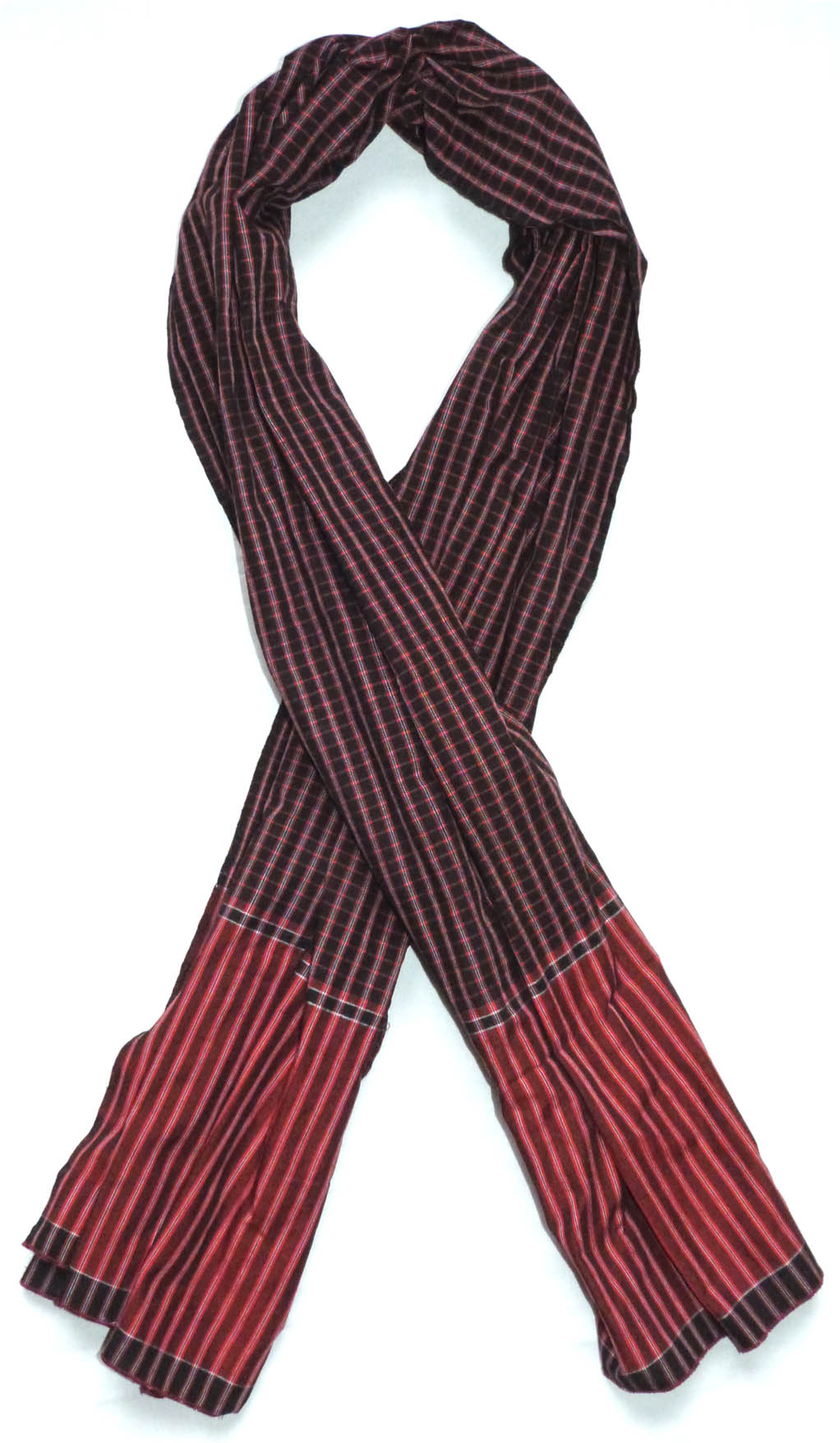
Les traditions régionales de kramas : le krama Baseth ou krama Thleah.
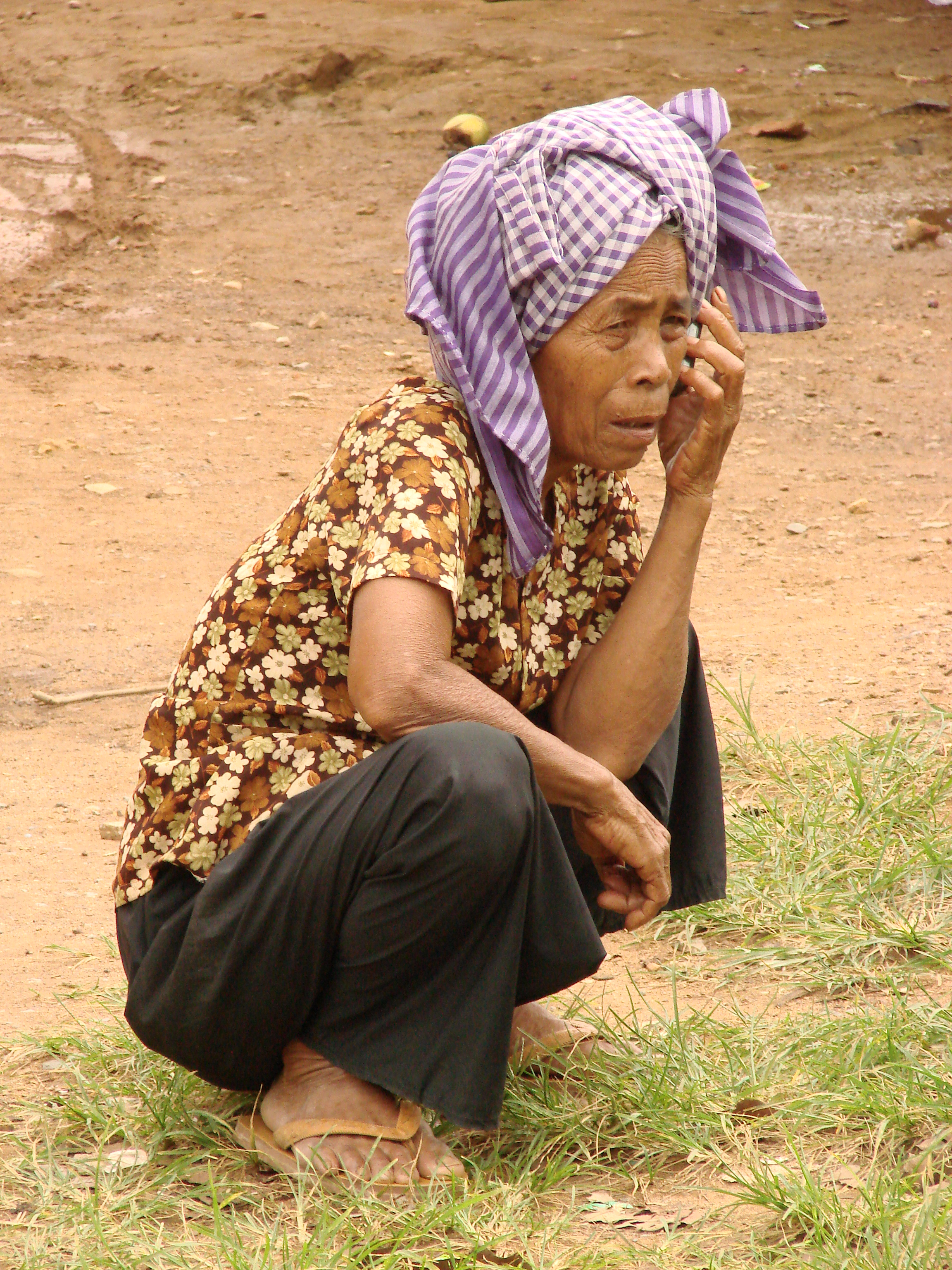
Femme Khmère portant un krama en coiffe.